# Martin O’Neill
Martin Hugh Michael O’Neill (ur. 1 marca 1952 w Kilrea) – północnoirlandzki piłkarz, trener piłkarski. Oficer Orderu Imperium Brytyjskiego (OBE).
Na przełomie lat 70. i 80. był pomocnikiem Nottingham Forest, który w tym czasie zdobył mistrzostwo Anglii i dwukrotnie Puchar Mistrzów. Jako szkoleniowiec odnosił sukcesy w Leicester City i Celtiku. Szkocki klub trzy razy doprowadził do zwycięstwa w ligowych rozgrywkach, a w 2003 roku awansował z nim do finału Pucharu UEFA.

## Kariera piłkarska
W młodości grał w futbol gaelicki, narodowy sport Irlandczyków, połączenie piłki nożnej i rugby. Po ukończeniu college’u rozpoczął studia na wydziale prawa na Uniwersytecie Królewskim w Belfaście, które łączył z grą w lokalnym klubie piłkarskim Distillery. W tym okresie został dostrzeżony przez trenerów Nottingham Forest F.C. W 1971 roku odszedł z uczelni i podpisał profesjonalny kontrakt z angielskim klubem.
Cztery lata później szkoleniowcem Nottingham został Brian Clough, który wkrótce potem doprowadził zespół do największych sukcesów w jego historii. O’Neill, dotychczas grający w obronie, został przez Clough przestawiony do linii pomocy i, obok bramkarza Petera Shiltona, obrońcy Viva Andersona, kapitana Johna McGoverna i napastników Garry’ego Birtlesa oraz Tony’ego Woodcocka, był uważany za najważniejsze ogniwo drużyny, która pod koniec lat 70. dwa razy z rzędu zdobyła Puchar Mistrzów.
W 1981 roku po dziesięciu latach spędzonych w Nottingham odszedł do Norwich City. Później grał jeszcze w Manchesterze City i Notts County.
W reprezentacji Irlandii Północnej zadebiutował w 1971 roku. Jedenaście lat później awansował z nią po raz drugi w historii do mistrzostw świata. Podopieczni Billy’ego Binghama w rozgrywkach grupowych wyprzedzili Jugosławię i Honduras. W drugiej rundzie ulegli Francuzom.
O’Neill zakończył piłkarską karierę w 1984 roku w wieku trzydziestu dwu lat.

## Sukcesy piłkarskie
- Mistrzostwo Anglii 1978, wicemistrzostwo Anglii 1979, Puchar Ligi Angielskiej 1978 i 1979, finał Pucharu Ligi 1980, Puchar Mistrzów 1979 i 1980 oraz Superpuchar Europy 1979 z Nottingham Forest

W reprezentacji Irlandii Północnej od 1971 do 1984 roku rozegrał 64 mecze i strzelił 8 goli – start na mistrzostwach świata 1982 (druga runda).

## Kariera szkoleniowa
Pracę szkoleniową zaczynał na obrzeżach angielskiej ekstraklasy w Grantham Town i Wycombe Wanderers, z którym wywalczył w 1993 awans do Division Three, a rok później do Division Two.
W 1995 roku został trenerem Norwich City, ale szybko po kłótni z prezesem klubu podał się do dymisji.
Jeszcze w tym samym sezonie dostał zatrudnienie w Leicester City, które kilka miesięcy później wprowadził do Premiership. Zespół w kolejnych latach kończył rozgrywki w środku tabeli, a dwukrotnie – w 1997 i 2000 roku – triumfował w Pucharze Ligi Angielskiej. O’Neill zyskał sympatię i szacunek piłkarzy oraz kibiców, którzy, żegnając odchodzącego do Celtiku szkoleniowca, wywiesili transparent z napisem „Zostań Martin! Dziękujemy za wszystko!”. W ankiecie przeprowadzonej na koniec stulecia fani zespołu uznali go za najlepszego trenera Leicester w XX wieku.
W klubie z Glasgow O’Neill pracował przez pięć lat. W ciągu tego czasu zdobył trzy tytuły mistrza kraju, trzy Puchary Szkocji oraz doprowadził Celtów do pierwszego o 1970 roku finału europejskich rozgrywek. W 2003 roku w meczu o Puchar UEFA podopieczni Irlandczyka z Północy ulegli 2:3 FC Porto, którego trenerem był José Mourinho. W maju 2005 roku po zwycięstwie nad Dundee United w finale Pucharu kraju O’Neill podał się do dymisji. Szkocki klub prowadził w 282 meczach, z których wygrał aż 213.
W lipcu 2006 objął stanowisko trenera Aston Villi. 9 sierpnia 2010 zrezygnował ze swojej posady.
3 grudnia 2011 został trenerem Sunderlandu. 30 marca 2013 roku został zwolniony po słabych wynikach zespołu.

## Sukcesy szkoleniowe
- awans do Division Three w sezonie 1992/93 z Wycombe
- awans do Premier League w sezonie 1995/96 Puchar Ligi Angielskiej 1997 i 2000 z Leicester
- mistrzostwo Szkocji 2001, 2002 i 2004, wicemistrzostwo Szkocji 2003 i 2005, Puchar Szkocji 2001, 2004 i 2005, Puchar Ligi Szkockiej 2001 oraz finał Pucharu UEFA 2003 z Celtikiem